# JR East série E257
La série E257 (E257系, E257-kei) est un type de rame automotrice électrique exploitée par la compagnie JR East sur les services express autour de Tokyo.

## Description
La série E257 a été fabriqué par les constructeurs Hitachi, Kinki Sharyo et Tokyu Car Corporation dans le but de remplacer les séries vieillissantes 183 et 189. Elle fait partie de la famille des A-train.
Quatre variantes ont existé au cours du temps: 
- La série E257-0 a existé de 2001 à 2019 et comprenait 16 rames de 9 voitures et 5 rames de 2 voitures. La livrée était blanche avec des carrés de couleurs.
- La série E257-500 avait un total 19 rames de 5 voitures et se distingue par une face jaune et une livrée blanche et bleue.
- Les séries E257-2000 et E257-2500 sont des versions rénovées respectivement des séries E257-0 et E257-500 et la livrée est blanche et bleue. Il y a 12 rames de 9 voitures de la série E257-2000 et 4 rames de 5 voitures de la série E257-2500.
- Les séries E257-5000 et E257-5500 sont également des versions rénovées respectivement des séries E257-0 et E257-500 et la livrée est blanche et verte. Il y a 5 rames de 9 voitures de la série E257-2000 et 5 rames de 5 voitures de la série E257-2500.

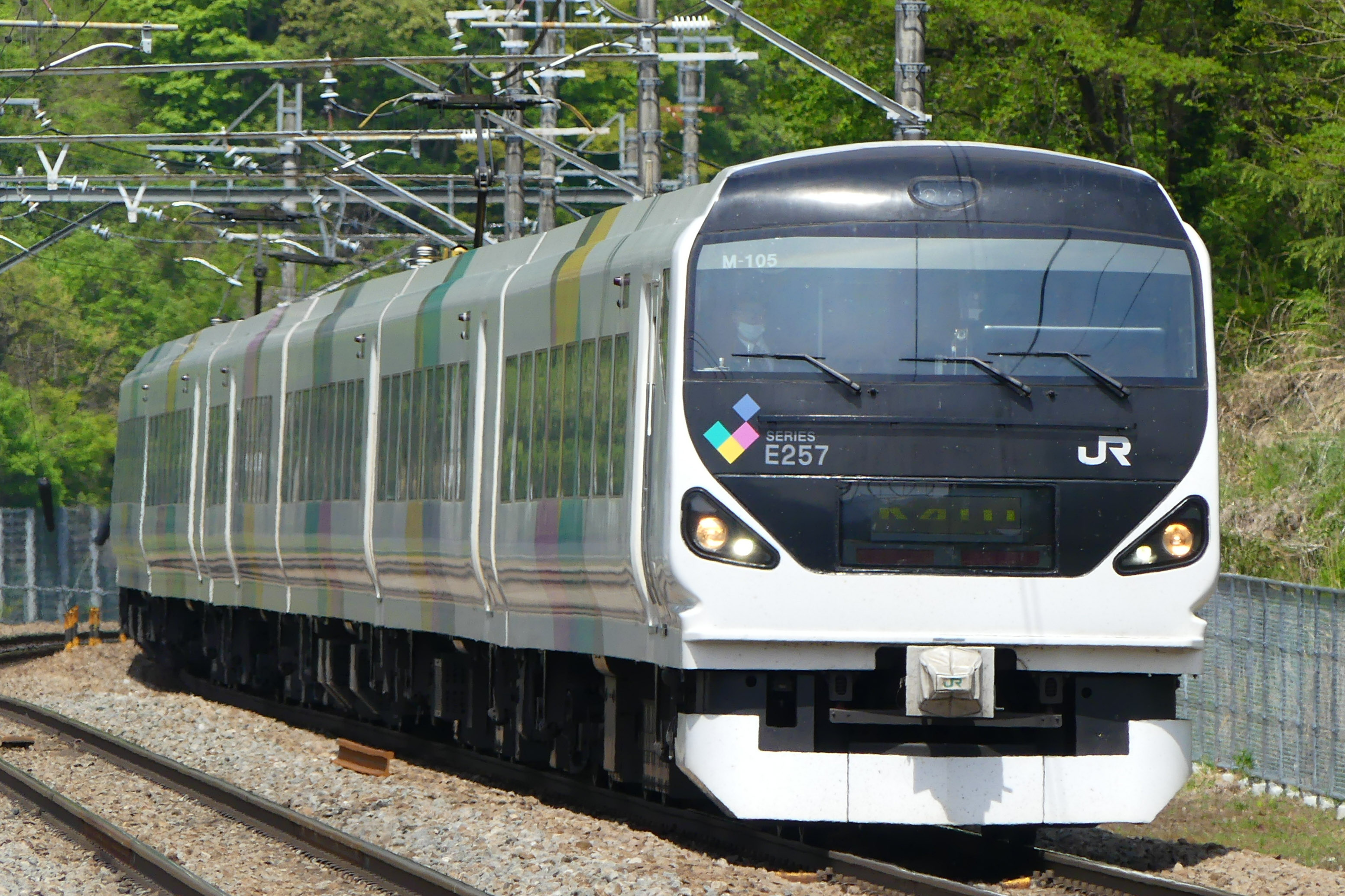
E257-0
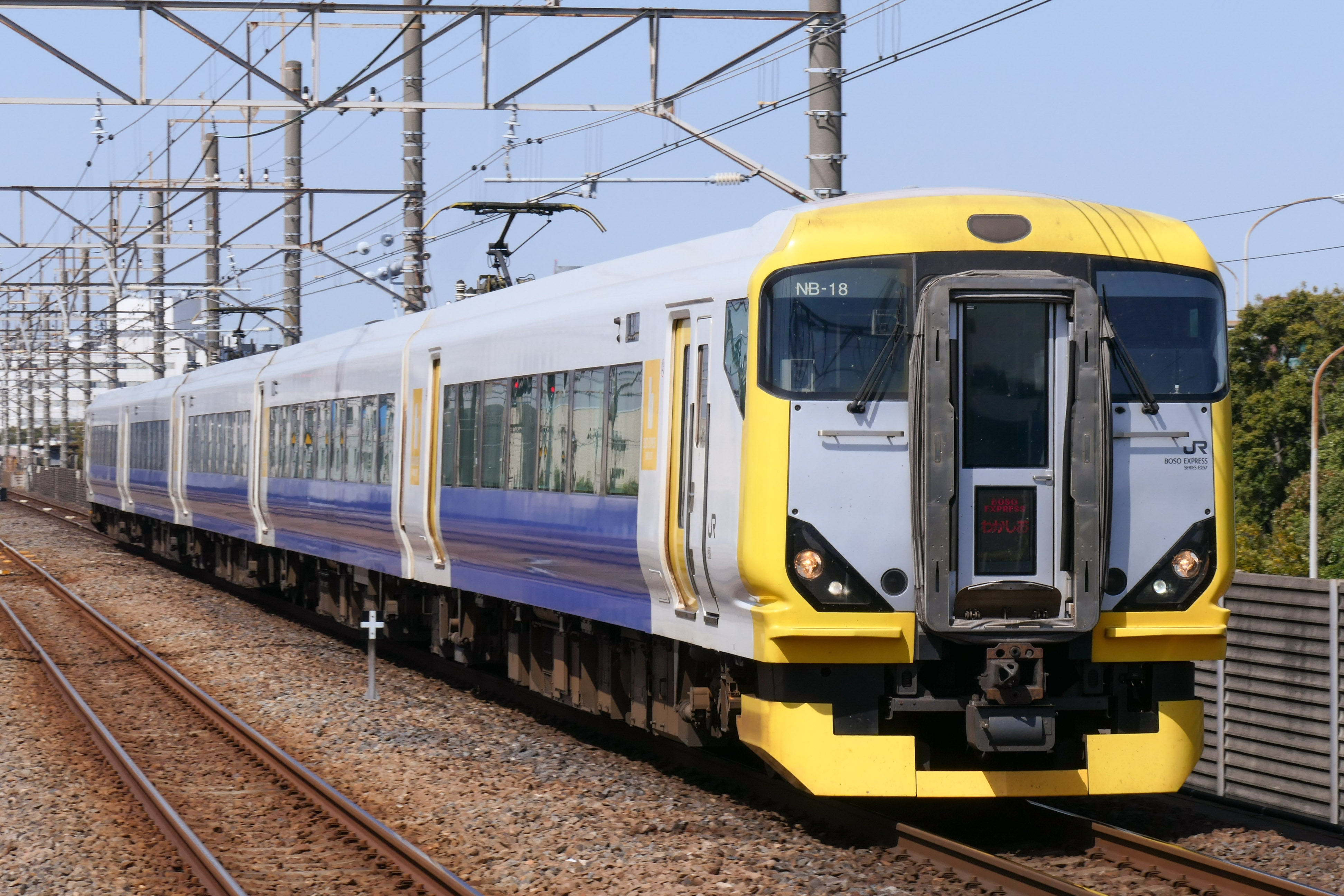
E257-500
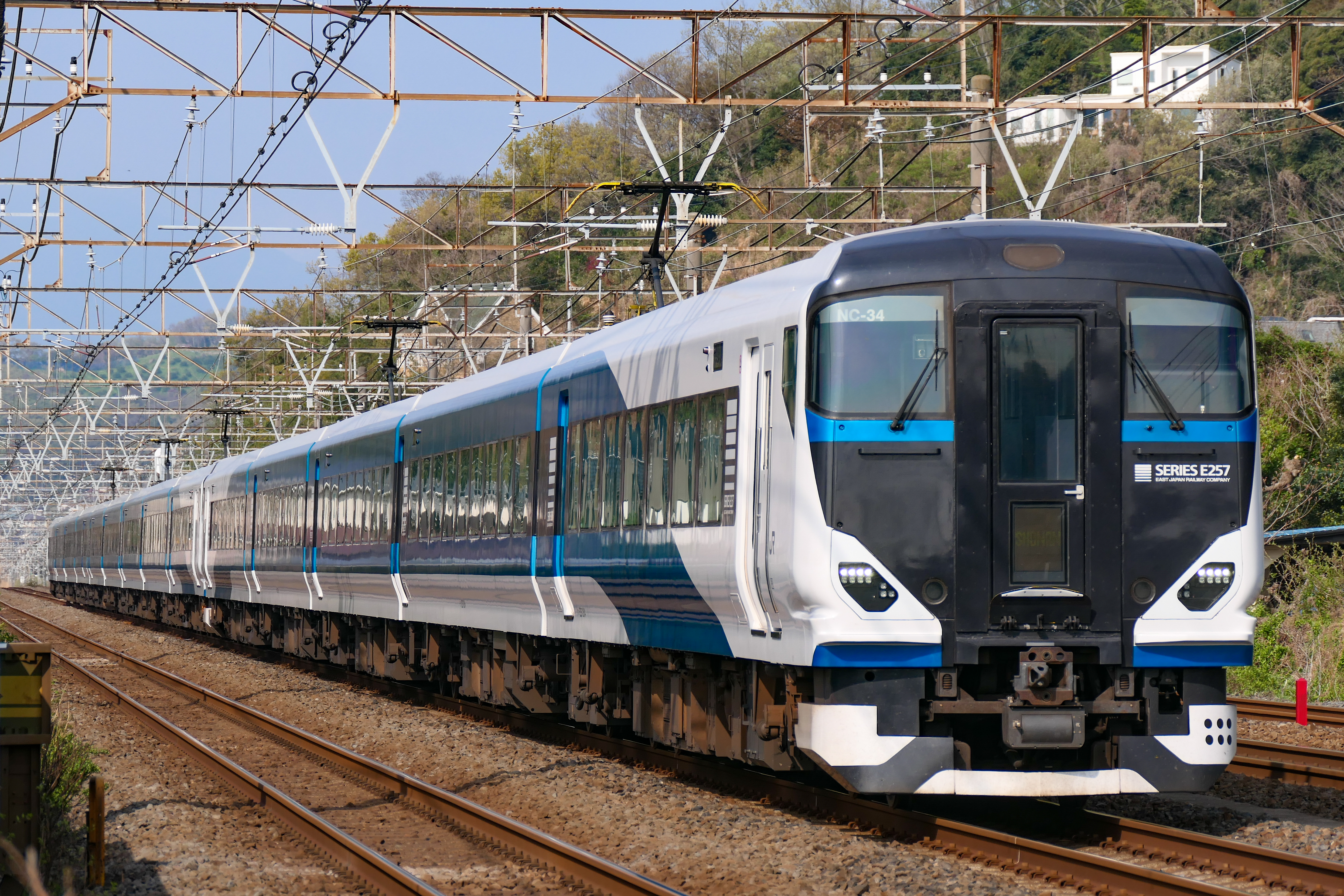
E257-2000/2500
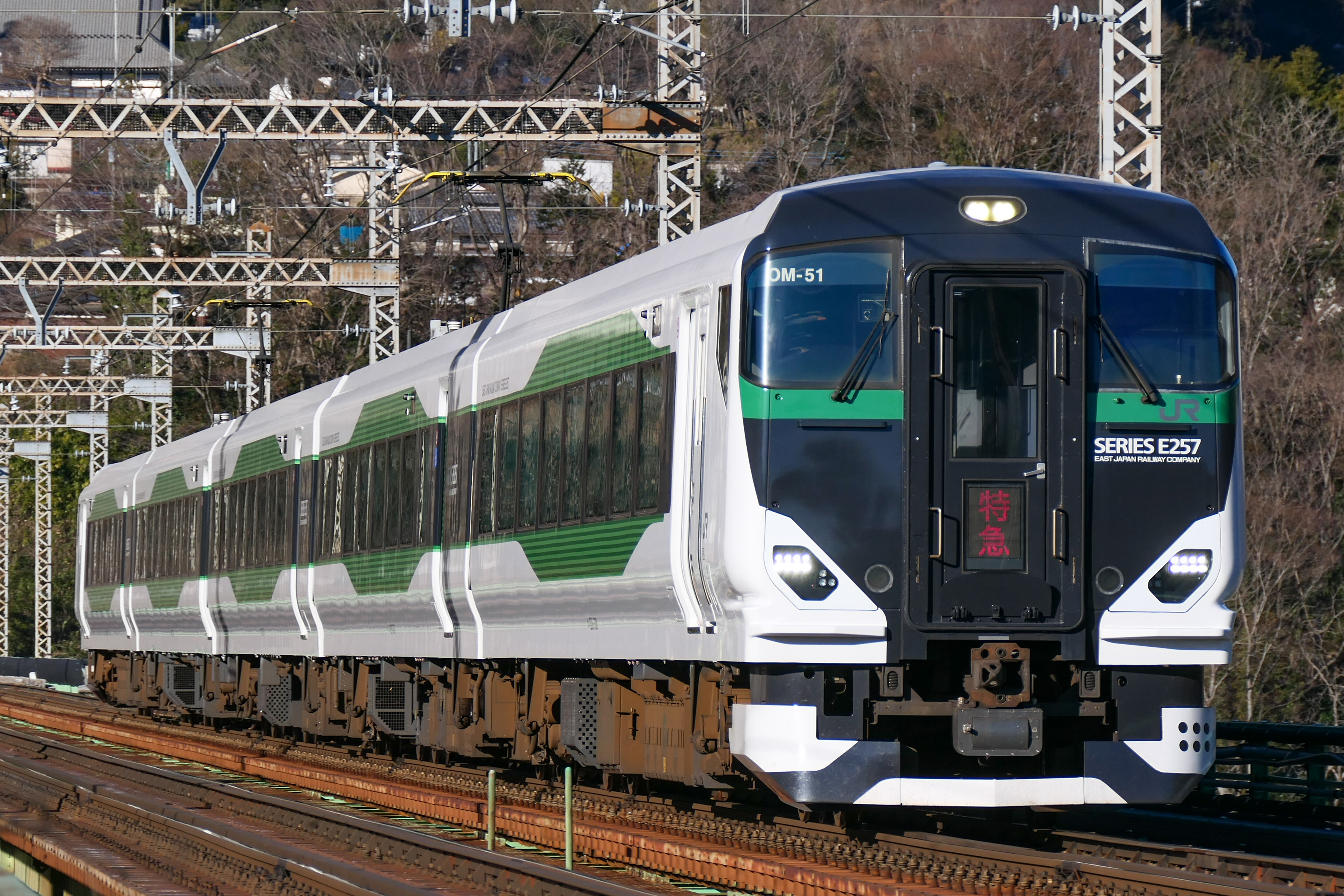
E257-5000/5500

## Histoire
Les premières rames de la série E257 ont été introduites le 1er décembre 2001.
Le modèle est récompensé d'un Blue Ribbon Award en 2002.

## Affectation
- Série E257-0 : Les rames étaient affectées de 2001 à 2019 sur les services limited express de la ligne Chūō, principalement  des services Kaiji entre Shinjuku et Kōfu et des services Azusa entre Shinjuku et Matsumoto.
- Série E257-500 : Les rames sont affectées depuis 2004 sur les services limited express vers la péninsule de Bōsō : services Sazanami entre Tokyo et Tateyama, services Wakashio entre Tokyo et Awa-Kamogawa, services Shiosai entre Tokyo et Chōshi et services Ayame  (jusqu'en 2015) entre Tokyo et Chōshi[2].
- Séries E257-2000/2500 : Les rames sont affectées depuis 2020 sur les services limited express vers la péninsule d'Izu : Services Odoriko entre Tokyo et Izukyū Shimoda et services Shōnan entre Tokyo et Odawara[3].
- Séries E257-5000/5500 : Les rames sont affectées depuis 2023 sur les services limited express de la ligne Takasaki : Services Akagi et Kusatsu/Shima[4].